# Foo Fighters
Foo Fighters — американський альтернативний пост-ґранджевий рок-гурт, утворений колишнім ударником рок-гурту Nirvana Дейвом Ґролом 1994 року. Назва запозичена зі сленгу американських льотчиків другої світової війни, які називали словом «foo» непізнані літаючі об'єкти і дивні атмосферні феномени, що спостерігалися в небі над Європою і Тихим океаном.
Після того, як пісні зацікавили лейбл, він найняв учасників гурту Менделя і Голдсміта, які раніше грали в Sunny Day Real Estate, а також Сміра, який грав з Nirvana на гастролях. Перший публічний виступ гурту відбувся у лютому 1995 року, за п'ять місяців до виходу альбому.
Голдсміт пішов під час запису другого альбому, The Colour and the Shape (1997), і більшість барабанних партій були перезаписані Гролом. Незабаром після цього пішов і Смєар. Сміта і Голдсміта замінили Стол і Хокінс. Стол був звільнений перед записом третього альбому гурту, There Is Nothing Left to Lose (1999). Гурт недовго продовжував існувати як тріо, поки після завершення роботи над There Is Nothing Left to Lose не приєднався Шифлетт, зміцнивши основний склад гурту. Гурт Foo Fighters випустили свій четвертий альбом, One by One, у 2002 році. За ним послідував дводисковий In Your Honor (2005), який був розділений між акустичними піснями і більш важким матеріалом. Шостий альбом Foo Fighters Echoes, Silence, Patience & Grace, вийшов у 2007 році.
Для сьомого студійного альбому Foo Fighters, Wasting Light (2011), продюсером якого виступив Бутч Віг, Смір повернувся як повноправний учасник, після того, як часто виступав з групою з 2005 року. Sonic Highways (2014) був випущений як саундтрек до телевізійного міні-серіалу режисера Грола. Concrete and Gold (2017) став другим альбомом Foo Fighters, який посів перше місце в США, і першим, в якому Джаффі, їхній багаторічний сесійний і гастрольний клавішник, став повноправним учасником гурту. Їхній десятий альбом, Medicine at Midnight (2021), став останнім перед смертю Хокінса в березні 2022 року. Наступного року було оголошено, що Фріз став новим барабанщиком гурту. Одинадцятий альбом «But Here We Are» вийшов у червні 2023 року. Після туру на підтримку релізу, наступного року гурт взяв паузу.
Foo Fighters отримали 15 нагород Греммі, в тому числі п'ять разів за найкращий рок-альбом, що робить їх одними з найуспішніших рок-гуртів в історії Греммі . 2021 року гурт був оголошений володарями першої нагороди «Global Icon» на церемонії вручення нагород MTV Video Music Awards 2021. У 2021 році вони були включені до Зали слави рок-н-ролу, в перший рік, коли вони мали на це право.

## Учасники

### Поточні
- Дейв Ґрол (David Eric Grohl) — вокал, гітара (з 1994 до сьогодні)
- Нейт Мендел (Nate Mendel) — бас (з 1995 до сьогодні)
- Кріс Шифлетт (Chris Shiflett) — гітара, бек-вокал (з 1999 до сьогодні)
- Пет Смір (Pat Smear) — гітара, бек-вокал (1995—1997, з 2011 до сьогодні)
- Рамі Джаффі (Rami Jaffe) — клавіші (офіційно з 2017 до сьогодні, сесійний та концертний учасник 2005—2007)

### Колишні
- Вільям Ґолдсміт (William Goldsmith) — барабани, перкусія (1995—1997)
- Франц Шталь (Franz Stahl) — гітара, бек-вокал (1995—1997)
- Тейлор Гокінс (Taylor Hawkins) — барабани, бек-вокал (1997—2022, помер у 2022)

## Дискографія
Студійні альбоми
- 1995 — Foo Fighters
- 1997 — The Colour and the Shape
- 1999 — There Is Nothing Left to Lose
- 2002 — One by One
- 2005 — In Your Honor
- 2007 — Echoes, Silence, Patience & Grace
- 2009 — Greatest Hits
- 2011 — Wasting Light
- 2014 — Sonic Highways
- 2017 — Concrete and Gold
- 2021 — Medicine at Midnight

Мініальбоми
- Five Songs and a Cover (2005)
- Saint Secilia (2015)

## Цікаві факти
Окрім природи, сейсмічну активність можуть спричинити й деякі музичні концерти. Зокрема, подібне явище трапилось у 2011 році під час шоу американського рок-гурту Foo Fighters в Новій Зеландії.